# Hollád
Hollád é um município da Hungria, situado no condado de Somogy. Tem 8,2 km² de área e sua população em 2019 foi estimada em 222 habitantes.